# State of Shock (Ted Nugent)
| Recensione | Giudizio |
| ---------- | -------- |
| AllMusic   | [ 3 ]    |

State of Shock è il quinto album del chitarrista Ted Nugent, pubblicato nel 1979 per la Epic Records.

## Tracce
Tutte le tracce sono state scritte da Ted Nugent, eccetto dove indicato.
1. Paralyzed - 4:09
2. Take It or Leave It - 4:07
3. Alone - 5:20
4. It Don't Matter - 3:08
5. State of Shock - 3:22
6. I Want to Tell You 4:52 - (George Harrison) (The Beatles Cover)
7. Satisfied - 5:49
8. Bite Down Hard - 3:21
9. Snake Charmer - 3:19
10. Saddle Sore - 3:16

## Formazione
- Ted Nugent - voce, chitarra, basso, percussioni
- Charlie Huhn - chitarra ritmica, voce
- Walt Monaghan - basso
- Cliff Davies - batteria, voce

### Altre partecipazioni
- Leah Kilburn - cori